# Sangiaccato di Karak
Il Sangiaccato di Karak noto anche come Mutasarrifato di Karak, (in turco Kerek Mutasarrıflığı   ), era un distretto ottomano con uno status amministrativo speciale istituito nel 1895, posto nell'odierna Giordania. La città di Karak era la capitale del distretto. Aveva una popolazione di 72.562 nel 1914.

## Storia
Nel maggio 1892 fu fatta una proposta per un governo regionale con sede a Ma'an (precedentemente noto come Sangiaccato di Ma'an fondato nel 1579 come parte dell'Eyalet di Damasco  che fu approvato in agosto. A metà del 1895, il centro di questa mutasarrifiyya fu spostato a Karak, segnando l'estensione più meridionale del dominio ottomano nel vilayet di Siria.

## Sottodistretti
Il Mutasarrifato di Karak era composto da quattro distretti (kaza):
- Kaza di Karak (Kerek)
- Kaza di Al-Salt
- Kaza di Ma'an
- Kaza di Tafilah (Tafîle)